# School Rumble
School Rumble (スクールランブル, Sukūru Ramburu) là một manga của mangaka Kobayashi Jin, đã được hãng Studio Comet làm thành anime năm 2004, đến nay đã phát sóng được 2 phần (52 tập), và theo thông tin cuối phần 2 là sẽ có tiếp phần 3. Kể từ sau khi phát hành, anime được đông đảo các fan không chỉ trong nước mà cả nước ngoài ủng hộ bởi tính hài hước và vui nhộn từ đầu đến cuối. Anime nhanh chóng được hãng "Funimation Entertainment" mua bản quyền phát hành ở thị trường Bắc Mĩ.

## Nội dung
Nội dung của Sukuran quay quanh các học sinh của lớp 2-C trường trung học Yagami. Nhân vật chính Tsukamoto Tenma là một cô gái dễ thương và hơi ngờ nghệch, cô yêu Karasuma Ooji, một học sinh nam kì quặc và lạnh như băng, một người mà không ai để ý. Karasuma không hề quan tâm đến Tsukamoto, nhưng Harima Kenji, một học sinh lưu ban quậy phá lại rất thích Tsukamoto. Tuy nhiên do một hiểu lầm từ lâu, Harima không thể tỏ tình với Tsukamoto, và anh ta luôn đeo kính đen để Tsukamoto không nhận ra người quen cũ. Ngoài ra chuyện còn xoay quanh các bạn của Tsukamoto là Sawachika Eri, Suou Mikoto, Takano Akira, Hanai Haruki và em gái của Tsukamoto là Tsukamoto Yakumo.
Cốt truyện của Sukuran hầu như không phát triển nhiều, thay vào đó trong mỗi tập có nhiều tập nhỏ, và mỗi tập nhỏ là một đoạn hài hước. Sukuran dựa nhiều vào những tình huống hiểu nhầm và những chi tiết được phóng đại để gây cười.

## Nhân vật

### Tenma
- Tên: Tsukamoto Tenma (塚本 天満? Trũng Bản Thiên Mãn)

Tsukamoto Tenma

- Seiyuu: Koshimizu Ami  (tiếng Nhật), Hồ Ngọc Hà (tiếng Việt)
- Sinh nhật: 30/11
- Tuổi: 16 rưỡi
- Lớp: 2-C
- Màu tóc: Xám
- Thích: Karasuma-kun
- Ghét: Hentai-san
- Tiểu sử: Nhân vật chính. Không xinh đẹp, không thông minh chút nào hết, và không biết nấu ăn. Cô là một người rất vụng về. Nhưng cô rất yêu thương em gái của mình, và luôn thể hiện mình có thể làm một người chị tốt biết quan tâm đến em gái.

### Yakumo
- Tên: Tsukamoto Yakumo (塚本 八雲? Trũng Bản Bát Vân)
- Seiyuu: Noto Mamiko
- Tuổi: 15
- Sinh nhật: 23/3
- Lớp: 1-D
- Màu tóc: Xám
- Thích: Nấu ăn, ngủ, mèo
- Ghét:

Tsukamoto Yakumo và chị gái

- Tiểu sử: Em của Tenma. Khác với Tenma, cô xinh đẹp, thông minh, nấu ăn ngon, cứ như là hai thái cực. Cô cũng rất yêu mến người chị vụng về của mình. Cô chơi thân với Harima, điều này làm Tenma hiểu lầm hai người đang hẹn hò, nhưng sau này Yakumo cũng bắt đầu mến Harima.

### Eri
- Tên: Sawachika Eri (沢近 愛理? Trạch Cận Ái Lý)
- Seiyuu: Horie Yui
- Tuổi: 17
- Sinh nhật: 28/2
- Lớp: 2-C
- Màu tóc: Vàng

Sawachika Eri

- Thích: Tán dóc, mua sắm, chọc quê Harima
- Ghét: Hige, Yakumo, nấu ăn
- Biệt danh: Ojou
- Tiểu sử: Con gái của một doanh nhân giàu có người Anh, Eri vừa xinh đẹp lại vừa tài năng thiên bẩm. Con gái muốn trở thành cô nàng, và con trai thì muốn được bên cạnh cô nàng. Mạnh cả về thể chất và học thuật, Eri là sự ghen tị của nhiều người bạn cùng lớp, nhưng cô nàng lại cô đơn. Mặc dù được bao quanh bởi nhiều người sẽ vui vẻ làm bạn với mình, Eri lại nghĩ rằng mọi người chỉ nói chuyện với mình vì những lý do hời hợt, và cô nàng cư xử như một kẻ bề trên vì chính sự bất an của mình. Nhưng cũng chính nhờ điều đó khiến cô mạnh mẽ hơn khi bộc lộ cảm xúc thật của mình và cho phép cô nàng tháo lớp bọc tự vệ của mình vì tình yêu và tình bạn. Eri rất giàu và được Harima đặt cho biệt danh "tiểu thư" vì bản tính khá kiêu kì. Cô chơi thân với Mikoto, Tenma và Akira. Eri thích Harima, và gọi anh là Hige. Tuy nhiên Eri hình như thích bắt nạt Harima hơn là tỏ tình với anh.

### Mikoto
- Tên: Suō Mikoto (周防 美琴? Chu Phòng Hữu Cầm)
- Seiyuu: Nabatame Hitomi
- Tuổi: 17
- Sinh nhật: 26/7
- Lớp: 2-C
- Màu tóc: Xanh đen
- Thích: Võ thuật
- Ghét: Imadori
- Biệt danh: Miko-chin

Suō Mikoto

- Tiểu sử: Đai đen Kenpo. Ngực cỡ D. Mikoto là bạn thời thơ ấu và hàng xóm với Hanai; và là người đầu biên kết bạn với Eri vì cô không hề ngán cô tiểu thư nhà giàu. Mikoto thường mặc đồng phục mà không thắt nơ. Cô từng thích một Senpai, người giúp cô vào trường Yagami, nhưng sau khi gặp lại anh ta đã có bạn gái. Rất ghét Imadori vì anh ta hay bám lấy cô.

### Akira
- Tên: Takano Akira (高野 晶? Cao Dã Tinh)
- Seiyuu: Shimizu Kaori
- Tuổi: 17
- Lớp: 2-C
- Màu tóc: Nâu
- Thích: Trà, bắn súng
- Ghét: Hanai

Takano Akira

- Tiểu sử: Hình như là điệp viên bí mật. Chủ tịch câu lạc bộ trà đạo. Có năng lực logic cực kì tốt. Cô chơi thân với Tenma, Mikoto và Eri

### Harima

Harima Kenji

- Tên: Harima Kenji (播磨 拳児? Bá Ma Quyền Nhi)
- Seiyuu: Takahashi Hiroki 
(tiếng Nhật), Đàm Vĩnh Hưng (tiếng Việt)
- Tuổi: 17
- Sinh nhật: 1/12
- Lớp: 2-C
- Màu tóc: Đen
- Thích: Tenma-chan
- Ghét: Karasuma
- Biệt danh: Hige, Hentai-san
- Tiểu sử: Học sinh quậy phá, rất hay đánh nhau, trong một lần vô tình gặp Tenma, Harima đã thích cô. Sau khi chơi thân với các thành viên khác trong lớp (đặc biệt là Tenma), Harima dần trở nên hiền hơn, và tập tò vẽ manga, hay nhờ Yakumo nhận xét (chính cái này mà gây ra bao hiểu lầm), hâm mộ tác giả Nijō Jou. Eri gọi Harima là "Hige" (râu) vì anh này để râu. Còn "Hentai-san" (anh dê) là tên do Tenma gọi vì một hiểu nhầm ngày xưa, nhưng cô quá "đần" để nhận ra anh chàng Harima (đeo kính đen và có râu) chính là Hentai-san ngày xưa. Harima cũng "đần" không kém khi không nhận ra Eri và Yakumo thích mình. Sau khi hiểu được tình cảm của Tenma với Karasuma, anh chàng quyết định giúp đỡ cô.

### Hanai
- Tên: Hanai Haruki (花井 春樹? Hoa Tỉnh Xuân Thụ)
- Seiyuu: Kawada Shinji
- Tuổi: 17
- Sinh nhật: 7/5
- Lớp: 2-C
- Màu tóc: Đen
- Thích: Yakumo-chan
- Ghét: Harima

Hanai Haruki

- Tiểu sử: Lớp trưởng. Chủ tịch câu lạc bộ Aikido. Giỏi võ và cực kì ngay thẳng. Ngay cả Harima cũng không thắng nổi anh chàng này khi đánh nhau. Tuy nhiên hễ mất kính là Hanai "chẳng thấy gì cả". Thích Yakumo nên không ưa Harima, vì nghĩ Harima cũng có cùng cảm xúc giống mình.

### Karasuma
- Tên: Karasuma Ōji (烏丸 大路? Ô Hoàn Đại Lộ)
- Seiyuu: Konishi Ryōsei
- Tuổi: 17
- Sinh nhật: 28/10
- Lớp: 2-C
- Màu tóc: Đen
- Thích: Bánh gạo
- Ghét: ?
- Biệt danh: Torimaru

Karasuma Ooji

- Tiểu sử: Karasuma là một người khá khác người, và hay ngắm mây bay ngoài cửa sổ. Ít người biết cậu là một mangaka nổi tiếng với bút danh Nijō Jou. Không có vẻ gì là Karasuma thích Tenma cả. Nhưng chính Tenma là người đã viết thư khi cô hay tin anh sắp chuyển đi. Tuy vậy Tenma không ghi tên nên Karasuma không biết người gửi là ai, nhưng nhờ bức thư mà Karasuma đã không chuyển đi.

## Tập phim

### Phần 1
| #  | Tên |
| -- | --- |
| 1  | The New School Year! Be Still My Heart! Love Letter Mayhem! Warp Speed on a Bike! 「新学期でドキドキ！ラブレターでジタバタ！自転車でドキューン！」 |
| 2  | Tough Test! Trapped in the Bathroom! The School Physical! 「わからないテスト！でれないトイレ！ありえない身体検査！」 |
| 3  | See and Sketch! Letter on an Arrow! Pajama Party Confessions! 「見つめてスケッチ！ねらって矢文！教えてパジャマパーティー！」 |
| 4  | Pigs Go Oink!/Cats Go Meow!/Frogs and Water Imps Go Ribbit! 「ブタはブーブー！ネコはニャー！カエルもカッパもガーガーガー！」 |
| 5  | Burning First Love!/Burning Tea Party!/Burning Softball Match! 「燃える初恋！燃えるお茶会！燃えるソフトボール！」 |
| 6  | Survival After School!/The Arrival of Confession Time!/The Two of Us in the Hospital! 「放課後のサバイバル！告白の時アライバル！二人きりのホスピタル！」 |
| 7  | Pool Cleaning!/Pool Riots!/Pool Wars! 「プールで清掃！プールで暴走！プールで戦争！」 |
| 8  | First Grocery Shopping!/First Boxed Lunch!/My First Heartbreak! What? 「はじめてのお買い物！はじめてのお弁当！はじめての失恋！えっ？」 |
| 9  | Manga Tragedy!/Older Sister Tragedy!/The Big Mr. Kappa Tragedy! 「マンガで不幸！お姉さんで不幸！かっぱさんで大不幸！」 |
| 10 | Please God!/Please! Real Animal Fortune Telling!/Please! Tenma-chan! 「お願い 神さま！ お願い！ リアル動物占い！ お願い！！ 天満ちゃん！」 |
| 11 | Nara!/Karasuma!/Harima! 「奈良！ 烏丸！ 播磨！」 |
| 12 | At The Sea, Help!/Naked, Help!/Really, Seriously, Help! 「海で助けて！ ハダカで助けて！ ホントにマジで助けて！」 |
| 13 | Mission 1 is the Confession of Love!/Mission 2 is the Night of Offense and Defense!/Mission 3 is Pii-Pyororo! 「ミッション１は愛の告白！ ミッション２は夜の攻防！ ミッション３はピーヒョロロ！」 |
| 14 | Have You Seen it Before?/Not That Cute, Is She?/Please Take Care Of Me! 「みたことある？かわいくなくない？よろしくおねがいします！」 |
| 15 | With Summer!/With Friends!/With Launching Fireworks! 「夏と、友情と、打ち上げ花火と。」 |
| 16 | It's Actually The Tea Club.../It's The Tea Club, Though.../That's Because It Is The Tea Club... 「茶道部なのに・・・茶道部だけど・・・茶道部だから・・・」 |
| 17 | Giraffe's Feeling in the Peak of Summer!/A Panic Party in the End of Summer!/Summer's Over, So We're Changing Now! 「夏の盛りのキリンのキモチ！夏の終わりのパニックパーティー！夏が過ぎたらチェンジング・ナウ！」 |
| 18 | Karen's Love, Still a Long Way to Go!/Karen's Love, Little by Little!/Karen's Love, And Then... 「かれんの恋、まだまだ かれんの恋、ぼちぼち かれんの恋、そして・・・」 |
| 19 | Dream of Art!/Pray to God!/And Wish Upon a Star! 「芸術に夢を！神に誓いを！星に願いを！」 |
| 20 | It's Gone! This Is Gone Too! Whatever Will We Do! 「あれがない！これもない！どうしようもない！」 |
| 21 | Hanai's Counterattack! Karen's Flash! Reunion with Onee-san! 「逆襲の花井！閃光のかれん！再会、お姉さん」 |
| 22 | The War Has Started! Intense Kibasen! This Is Super Chaotic! 「いざ開戦！さぁ騎馬戦！もう大乱戦！」 |
| 23 | The Women's War! The Men's War! The War Is Over... 「女の闘い！男の戦い！たたかい終わって・・・」 |
| 24 | Fretfulness Hesitation Wandering 「焦燥（しょうそう） 逡巡（しゅんじゅん） 彷徨（ほうこう）」 |
| 25 | Boooo! Puwaan! Gyuiin! |
| 26 | A Sudden Goodbye 「突然の「さよなら」…迷い込んだラビリンス…あなたはだれ？…教えて。「すれちがい」「片想い」とどけ、ボクの気持ち。とどけ、ワタシの想い。たぶん一度しかない季節、青春の1ページ。これが最後のチャンス、確かめたい…キミの気持ち。伝わる言葉、伝わらない想い。あの日の告白、永遠の一日、だけど…いつまでも続いていく、わたしたちの「いま」。そして明日へ…「スクールランブルフォーエバー」」 |

### Phần 2
| #  | Tên |
| -- | --- |
| 1  | Scramble Reloaded! Requesting a Superstar! A Scandalous Restart! 「ScrambleがReloaded！ SuperstarにRequest！ ScandalousなRestart！」                                              |
| 2  | Strategy Battlefield Comrades 「策謀 戦場 朋友」 |
| 3  | Beautiful Beast VS Beastly Beauty, God of War VS God of Fighting, Teacher VS Student 「美獣vs美獣 軍神vs武神 先生vs生徒」                                                         |
| 4  | Decision with a Play! Decision with a Bath! Decision with Onigiri! 「演劇で妄想！ 銭湯で妄想！ オニギリで妄想！」                                                                 |
| 5  | Omizu is Culture/Manga is Culture/Cake is also Culture 「オミズは文化 マンガは文化 ケーキもブンカ」                                                                               |
| 6  | Sleeping Beast/Kiss Impossible/Finale 「スリーピング・ビースト キッス・インポッシブル フィナーレ」                                                                                |
| 7  | Fight, You Hunter!/Fight, You Eater!/Fight, You Part-Timer! 「闘え、ハンター！ 闘え、イーター！ 闘え、アルバイター！」                                                            |
| 8  | Go! Birth of Girls’ Basketball Team!/Go! Please Teach Me, Senpai/Go! The Swing of Tears… 「はっちゃけ☆女子バスケ部誕生！ はっちゃけ☆よろしく先輩・ はっちゃけ☆涙のブ ランコ…」    |
| 9  | Pass!/Dribble!/Shoot! 「パス！ ドリブル！ シュート！」 |
| 10 | Hee!/Hee Hee!/Hee Hee Hee! 「ヒィー！ ヒィー！ヒィー！ ヒィー！ヒィー！ヒィー！」                                                                                                 |
| 11 | Napolean, Between Life and Death.../Nishimoto, Between Instinct and Will.../Sara, Between Saint and Self... 「ナポレオン、生と死の間で… 西本、性と志の間で… サラ、聖と私の間で…」 |
| 12 | Perfect, Prohibited!/Entry, Prohobited!/Boxers, Prohibited! 「パーフェクト、禁止！ 立ち入り、禁止！ 半ズボン、禁止！」                                                            |
| 13 | People with Death Behind Them. / Place the Name of Karasuma. / Unlocking all the Secrets of the Riddle! 「振りかえればヤツがいる。 カラスマの名にカケて。 謎はすべて解けた！」    |
| 14 | At Colorado. In America. With America. 「at メルカド in アメリカ(26F) with アメリカ(26h)」                                                                                        |
| 15 | Summed Up Man, Invited Man, Tested Man 「締めだされた男 招かれた男 試された男」                                                                                                   |
| 16 | No Ties With Anyone. Not Coming Back. In the Middle of a Veil of Darkness 「誰にも縛られたくない～ もう学校や家には帰りたくない～ 暗い夜の帳の中で～」                            |
| 17 | Eri's elopement. Harima's lullaby. False bride 「…愛理の逃避行 …播磨のララバイ …偽りの花嫁」                                                                                      |
| 18 | Sweet trap of part-time work. Sweet trap of the classroom. Sweet trap of celebrity 「バイトの甘いワナ 教室の甘いワナ セレブの甘いワナ」                                           |
| 19 | Here, There, Everywhere Is Christmas! Bravely Moving Forward For Christmas! Shatter, Christmas! 「こっちもあっちもX'マス！ 驀進FOR X'マス！ 砕けろX'マス！」                      |
| 20 | More than friends, less than sweethearts 「友達以上… 恋人未満… それ以前…」 |
| 21 | It's School Rumble, it's really School Rumble, I said it's School Rumble! 「…スクランです。 ……スクランですよ。 ………スクランですってば！」                                          |
| 22 | First Dream, Lion Dance, New Year. 「初夢 獅子舞 お正月」 |
| 23 | The Huge Dream, The Dream Jump, The Dream of Elect 「ドリームジャンボ ドリームジャンプ ドリームエクスプレス」                                                                     |
| 24 | The South Rainbow of 2-C! The Unexpected Island and Yakumo! The Seven Seas...! 「南の虹の2-C！ ふしぎな島のヤークモ！ 七つの海の…！」                                             |
| 25 | Isn't it romantic, Harima? Harima, published in Jingama! Come quickly, Harima! 「ロマンチックだね、播磨くん！ ジンガマに載った、播磨くん！キャモ～ン、播磨くん！」                |
| 26 | Period. 「. ピリオド」 |

## Bài hát trong anime
- Phần 1:

Mở đầu:
1. "Scramble" do Horie Yui và UNSCANDAL thể hiện
2. "Umi no Otoko wa yo" do Kikoukumaru's Man Chorus Group thể hiện (tập 25)

Kết thúc: 
1. "Onna no Ko♥Otoko no Ko" do Ogura Yuko thể hiện
2. "Hatenkou Robo Dojibiron no Teema" do Takahashi Hiroki thể hiện
3. "Scramble" do Horie Yui và UNSCANDAL thể hiện (tập 25)
4. "School Rumble 4 Ever" do Koshimizu Ami, Nabatame Hitomi, Horie Yui & Shimizu Kaori thể hiện (tập 26)

- Phần 2:

Mở đầu: 
1. "Sentimental Generation" do Tokito Ami thể hiện

Kết thúc: 
1. "Kono Namida ga Arukara Tsugi no Ippo to Naru" do Tokito Ami thể hiện
2. "Futari wa Wasurechau" do Koshimizu Ami & Noto Mamiko thể hiện (tập 17-26)